# Saleya
Saleya är ett musikalbum från 2011 med jazztrion Gejoma. Medlemmarna är Jojje Wadenius, Jonas Holgersson och Mattias Svensson. Inspelningen gjordes helt analogt av Gert Palmcrantz med 2 Didrik de Geer mikrofoner direkt till en Studer A 820 rullbandspelare och producerades av Jojje Wadenius och Eric Palmcrantz. Omslaget  gjordes av konstnären Marcel Strüwer - van Zuylen. Albumet är producerat i en limiterad upplaga om 1000 ex, 180g vinyl, utgivet på Buben (BUBLP001) med digital distribution av Figaro Music and Media Group. Inspelningen dokumenterades av filmfotografen Emil Klang.

## Låtlista
Sid. A
1. "Sweet Kiss" (Jonas Holgersson) - 6:40
2. "Somliga går i trasiga skor" (Cornelis Vreeswijk, arr. Mattias Svensson) - 5:48
3. "Longing" (Jojje Wadenius) - 6:27

Sid. B
1. "Kristallen den fina" (Trad., arr. Jojje Wadenius) - 4:18
2. "Uti vår hage" (Trad., arr. Mattias Svensson) - 4:58
3. "Saleya" (Jojje Wadenius) - 6:40
4. "Den blomstertid nu kommer" (Trad., arr. Mattias Svensson) - 4:10